# Список депутатов Государственной думы Российской империи от Тульской губернии
Государственная дума Российской империи — законосовещательное, позже законодательное учреждение Российской империи; нижняя палата российского парламента (верхней палатой был Государственный совет Российской империи). Всего было 4 созыва Государственной думы.
От Тульской губернии в состав Думы выбиралось по шесть человек в каждый созыв. Всего за время существования Государственной думы от губернии было выбрано 24 человека. Среди них было 8 крестьян, 1 мещанин, 1 крупный землевладелец. Было также 3 видных общественных и политических деятеля, 4 земских деятеля, 1 настоятель церкви, 1 председатель дворянской пенсионной кассы. Двое депутатов — Владимир Алексеевич Бобринский и Александр Петрович Урусов — избирались три раза подряд (II, III, IV созыв) и один депутат — Константин Иванович Расторгуев — два раза (III и IV созыв).
Из 24 человек 2 были беспартийными, 2 человека были членами Трудовой группы, 3 — членами Конституционно-демократической партии, 6 человек состояли в Союзе 17 октября, 5 — в Русской национальной фракции, 4 — во фракции правых, 2 — во фракции русских националистов и умеренно-правых.

## Условные обозначения
| Партийная (фракционная) принадлежность Член Трудовой группы Член Конституционно-демократической партии Член Партии октябристов Член Фракции правых Член Русской национальной фракции Член фракции русских националистов и умеренно-правых Беспартийный | Иные обозначения Жирным шрифтом выделены депутаты непосредственно от города Тулы |

## Государственная дума I созыва
| Портрет | Портрет                               | Депутат                    | Годы жизни                              | Статус                                                                                        | Партийность              | И.            |
| ------- | ------------------------------------- | -------------------------- | --------------------------------------- | --------------------------------------------------------------------------------------------- | ------------------------ | ------------- |
|         | Портрет Гвоздева Алексея Алексеевича  | Алексей Алексеевич Гвоздев | неизвестно                              | земский начальник в Крапивенском уезде                                                        | октябрист                | [ 1 ] [ 2 ]   |
|         | Портрет Куликова Дмитрия Семёновича   | Дмитрий Семёнович Куликов  | 1873 — неизвестно                       | крестьянин деревни Лошатовка Косяевской волости Венёвского уезда                              | трудовик                 | [ 3 ] [ 4 ]   |
|         | Портрет Львова Георгия Евгеньевича    | Георгий Евгеньевич Львов   | 21 октября (2 ноября) 1861 — 06.03.1925 | общественный и политический деятель                                                           | конституционный демократ | [ 5 ] [ 6 ]   |
|         | Портрет Петрухина Максима Алексеевича | Максим Алексеевич Петрухин | 1867 — неизвестно                       | крестьянин села Кологривое Богородицко-Локотецкой волости Ефремовского уезда, волостной судья | трудовик                 | [ 7 ] [ 8 ]   |
|         | Портрет Сухотина Михаила Сергеевича   | Михаил Сергеевич Сухотин   | 1850 — 1914                             | землевладелец Новосильского уезда                                                             | октябрист                | [ 9 ] [ 10 ]  |
|         | Портрет Филякина Трофима Пименовича   | Трофим Пименович Филякин   | 1862 — неизвестно                       | крестьянин села Никитское Богородицкого уезда, волостной писарь                               | беспартийный             | [ 11 ] [ 12 ] |

## Государственная дума II созыва

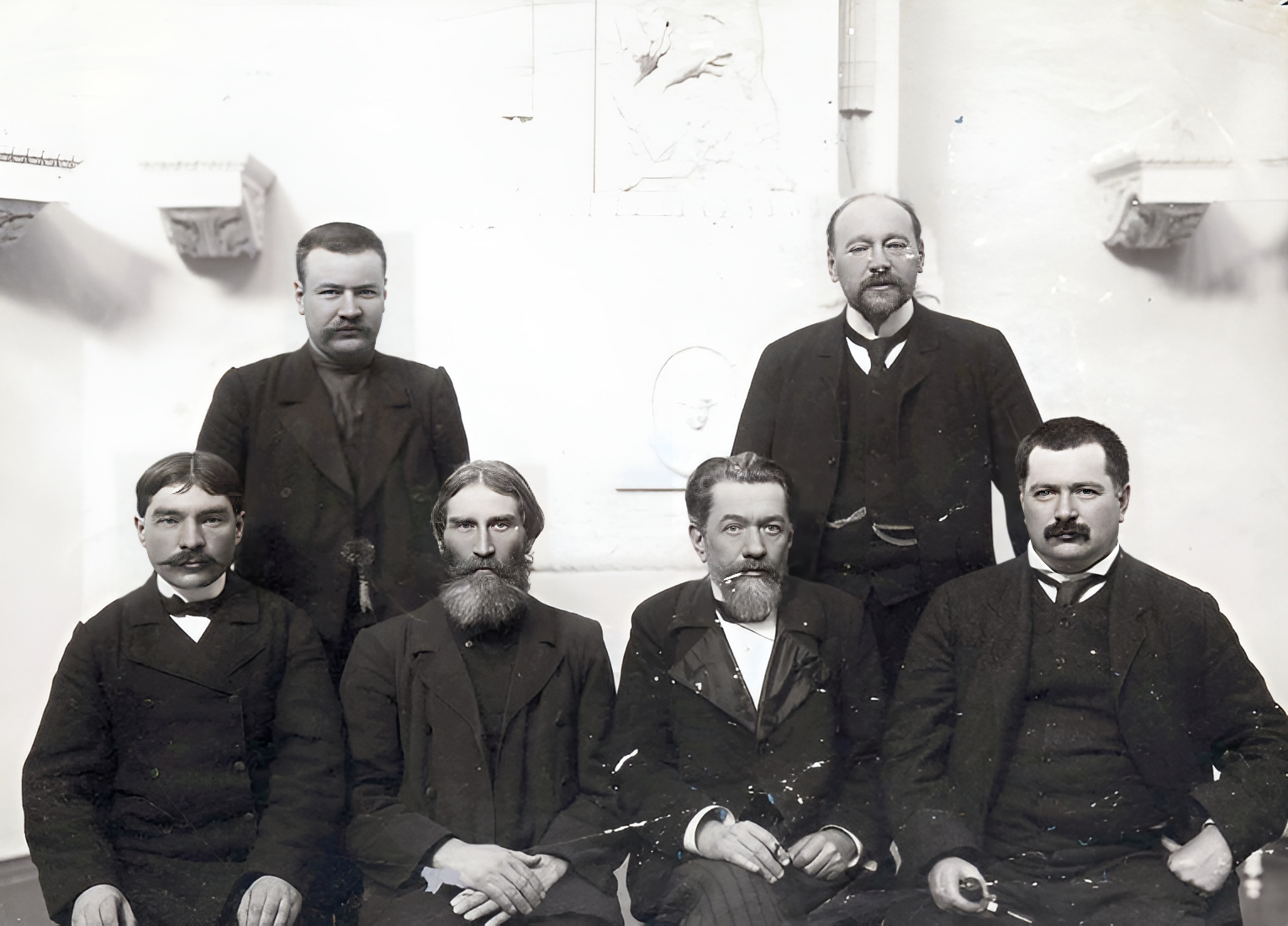
Депутаты Государственной думы II созыва от Тульской губернии. Стоят: Чинков П. Н., Урусов А. П.; сидят: Забелин Ф. Г., Михайлин Н. Н., Воронцов-Вельяминов И. А., Бобринский В. А.

| Портрет | Портрет                                            | Депутат                                | Годы жизни                                          | Статус                                                                 | Партийность              | И.            |
| ------- | -------------------------------------------------- | -------------------------------------- | --------------------------------------------------- | ---------------------------------------------------------------------- | ------------------------ | ------------- |
|         | Портрет Бобринского Владимира Алексеевича          | Владимир Алексеевич Бобринский         | 28 декабря 1867 (9 января 1868) — 09.11.1927        | общественный и политический деятель, землевладелец Богородицкого уезда | правый                   | [ 13 ] [ 14 ] |
|         | Портрет Воронцова-Вельяминова Ивана Александровича | Иван Александрович Воронцов-Вельяминов | 1852 — неизвестно                                   | председатель дворянской пенсионной кассы                               | октябрист                | [ 15 ] [ 16 ] |
|         | Портрет Забелина Филиппа Гавриловича               | Филипп Гаврилович Забелин              | 1874 — неизвестно                                   | крестьянин села Скоробное Новосильского уезда                          | конституционный демократ | [ 17 ] [ 18 ] |
|         | Портрет Михайлина Никиты Никифоровича              | Никита Никифорович Михайлин            | 1862 — неизвестно                                   | крестьянин Беломестной слободы Венёвского уезда                        | беспартийный             | [ 19 ] [ 20 ] |
|         | Портрет Урусова Александра Петровича               | Александр Петрович Урусов              | 22 августа (3 сентября) 1850 — 18 (30) октября 1914 | князь, общественный и политический деятель                             | октябрист                | [ 21 ] [ 22 ] |
|         | Портрет Чинкова Пётра Никитича                     | Пётр Никитич Чинков                    | 16 (28) сентября 1873 — неизвестно                  | крестьянин села Мещенино Чернского уезда                               | конституционный демократ | [ 23 ] [ 24 ] |

## Государственная дума III созыва
| Портрет | Портрет                                   | Депутат                        | Годы жизни                                          | Статус                                                                           | Партийность | И.            |
| ------- | ----------------------------------------- | ------------------------------ | --------------------------------------------------- | -------------------------------------------------------------------------------- | ----------- | ------------- |
|         | Портрет Бобринского Владимира Алексеевича | Владимир Алексеевич Бобринский | 28 декабря 1867 (9 января 1868) — 09.11.1927        | общественный и политический деятель, землевладелец Богородицкого уезда           | националист | [ 25 ] [ 14 ] |
|         | Портрет Крылова Николая Игнатьевича       | Николай Игнатьевич Крылов      | 1 (13) ноября 1873 — неизвестно                     | мещанин города Богородицк                                                        | националист | [ 26 ] [ 27 ] |
|         | Портрет Расторгуева Константина Ивановича | Константин Иванович Расторгуев | 2 (14) августа 1874 — 27.05.1935                    | земский деятель в Епифанском уезде                                               | октябрист   | [ 28 ] [ 29 ] |
|         | Портрет Урусова Александра Петровича      | Александр Петрович Урусов      | 22 августа (3 сентября) 1850 — 18 (30) октября 1914 | князь, общественный и политический деятель                                       | националист | [ 30 ] [ 22 ] |
|         | Портрет Чепелева Ивана Родионовича        | Иван Родионович Чепелев        | 1865 — неизвестно                                   | крестьянин деревни Новоспасский Выселок Кузнецовской волости Богородицкого уезда | националист | [ 31 ] [ 32 ] |
|         | Портрет Шаховского Пётра Ивановича        | Пётр Иванович Шаховской        | 1848 — 1919                                         | князь, земский гласный                                                           | националист | [ 33 ] [ 34 ] |

## Государственная дума IV созыва
| Портрет | Портрет                                   | Депутат                        | Годы жизни                                          | Статус                                                                 | Партийность | И.            |
| ------- | ----------------------------------------- | ------------------------------ | --------------------------------------------------- | ---------------------------------------------------------------------- | ----------- | ------------- |
|         | Портрет Бобринского Владимира Алексеевича | Владимир Алексеевич Бобринский | 28 декабря 1867 (9 января 1868) — 09.11.1927        | общественный и политический деятель, землевладелец Богородицкого уезда | националист | [ 35 ] [ 14 ] |
|         | Портрет Знаменского Михаила Павловича     | Михаил Павлович Знаменский     | 2 (14) ноября 1867 — 05.05.1934                     | священник соборной церкви в Епифани                                    | правый      | [ 36 ] [ 37 ] |
|         | Портрет Расторгуева Константина Ивановича | Константин Иванович Расторгуев | 2 (14) августа 1874 — 27.05.1935                    | земский деятель в Епифанском уезде                                     | октябрист   | [ 38 ] [ 29 ] |
|         | Портрет Синицына Алексея Михеевича        | Алексей Михеевич Синицын       | 2 (14) марта 1871 — после 1917                      | крестьянин села Троицкое на Филиной Зуше Чернского уезда               | правый      | [ 39 ] [ 40 ] |
|         | Портрет Урусова Александра Петровича      | Александр Петрович Урусов      | 22 августа (3 сентября) 1850 — 18 (30) октября 1914 | князь, общественный и политический деятель                             | правый      | [ 41 ] [ 22 ] |
|         | Портрет Шеина Василия Павловича           | Василий Павлович Шеин          | 18 (30) декабря 1870 — 13.08.1922                   | земский гласный                                                        | националист | [ 42 ] [ 43 ] |

## Комментарии
1. ↑  По другим данным 13.11.1927
2. ↑  По другим данным 13.11.1927
3. ↑  С 1909 года во фракции Правых
4. ↑  По другим данным 13.11.1927
5. ↑  С августа 1915 года во фракции Прогрессивных националистов
6. ↑  С августа 1915 года в Группе беспартийных
7. ↑  С января 1914 года в Группе беспартийных
8. ↑  В ноябре 1916 года примкнул к сторонникам Н. Е. Маркова
9. ↑  С августа 1915 года во фракции Прогрессивных националистов